# 2020年中华人民共和国国务院政府工作报告
2020年中华人民共和国国务院政府工作报告于2020年5月22日在第十三届全国人民代表大会第三次会议中由国务院总理李克强代表国务院发表。这是李克强发表的第七份政府工作报告，也是其第二个总理任期内第二份政府工作报告。
因应2019冠状病毒病中国大陆疫情致使2020年全国两会延期举行，加上疫情带来的形势不断修改《报告》，此份《政府工作报告》亦延迟两个多月才正式对外发表。而《报告》的起草历时则是改革开放以来最长，其篇幅也是改革开放以来最短。

## 起草过程
2019年底，国务院启动2020年政府工作报告的筹备工作。根据报道，从12月10日起，中国政府网联合25家网络平台，以及各地区、有关部门政府网站开展2020“我向总理说句话”网民建言征集活动。该活动称，组织者将收集网友们一部分有较高参考价值的建言转送《政府工作报告》起草单位。12月10日-12日，中央经济工作会议召开，为2020年经济社会发展总体要求和政策取向“定调”，同时也是政府工作报告起草组制定2020年工作计划的重要参考。
2020年1月13日，李克强主持召开国务院第四次全体会议，讨论拟提请第十三届全国人大三次会议审议的政府工作报告，决定将《政府工作报告（征求意见稿）》发往各省（区、市）和中央国家机关有关部门、单位征求意见；1月15日，李克强主持召开座谈会，听取专家学者和企业界人士对《政府工作报告（征求意见稿）》的意见建议。不久后，中国大陆暴发冠状病毒病疫情，《政府工作报告》也一度暂停起草工作。随着一季度后疫情逐步得到控制，《政府工作报告》恢复起草工作，并对内容进行了较大调整和修改。据《政府工作报告》起草组负责人、国务院研究室主任黄守宏表示，“报告改了多少稿已经说不清了，几乎每天都在改”。
5月22日，第十三届全国人民代表大会第三次会议开幕，李克强发表《政府工作报告》。这是《政府工作报告》延迟两个多月后，正式对外发表。

## 內容
2020年国务院政府工作报告的主要内容有：

### 2019年和今年以来工作回顾

#### 2019年
- 经济运行总体平稳
  - 国内生产总值达到99.1万亿元，增长6.1%
  - 城镇新增就业1,352万人，调查失业率在5.3%以下
  - 居民消费价格上涨2.9%
  - 国际收支基本平衡
- 经济结构和区域布局继续优化
  - 社会消费品零售总额超过40万亿元，消费持续发挥主要拉动作用
  - 先进制造业、现代服务业较快增长
  - 粮食产量保持在1.3万亿斤以上
  - 常住人口城镇化率首次超过60%，重大区域战略深入实施
- 发展新动能不断增强
  - 科技创新取得一批重大成果
  - 新兴产业持续壮大，传统产业加快升级
  - 大众创业万众创新深入开展，企业数量日均净增1万户以上
- 改革开放迈出重要步伐
  - 供给侧结构性改革继续深化，重要领域改革取得新突破
  - 减税降费2.36万亿元，超过原定的近2万亿元规模，制造业和小微企业受益最多
  - 政府机构改革任务完成
  - “放管服”改革纵深推进
  - 设立科创板
  - 共建「一带一路」取得新成效
  - 出台外商投资法实施条例，增设上海自贸试验区新片区
  - 外贸外资保持稳定
- 三大攻坚战取得关键进展
  - 农村贫困人口减少1,109万，贫困发生率降至0.6%，脱贫攻坚取得决定性成就
  - 污染防治持续推进，主要污染物排放量继续下降，生态环境总体改善
  - 金融运行总体平稳
- 民生进一步改善
  - 居民人均可支配收入超过3万元
  - 基本养老、医疗、低保等保障水平提高
  - 城镇保障房建设和农村危房改造深入推进
  - 义务教育学生生活补助人数增加近40%，高职院校扩招100万人
- 隆重庆祝中华人民共和国成立70周年
- 加强党风廉政建设
- 中国特色大国外交成果丰硕

#### 冠状病毒病發生後
- 及時採取應急舉措，對新冠肺炎實行甲類傳染病管理，各地啟動重大突發公共衛生事件一級響應
- 堅決打贏武漢和湖北保衛戰並取得決定性成果，通過果斷實施嚴格管控措施，舉全國之力予以支援，調派4萬多名醫護人員馳援
- 延長全國春節假期，推遲開學、靈活復工、錯峰出行，堅持群防群控，堅持「四早」，堅決控制傳染源，有效遏制疫情蔓延
- 加強藥物、疫苗和檢測試劑研發
- 迅速擴大醫用物資生產，抓好生活必需品保供穩價，保障交通幹線暢通和煤電油氣供應
- 因應疫情變化，適時推進常態化防控
- 針對境外疫情蔓延情況，及時構建外防輸入體系
- 積極開展國際合作，共同抗疫
- 統籌推進疫情防控和經濟社會發展，不失時機推進復工復產，推出8個方面90項政策措施
  - 實施援企穩崗，減免部分稅費，免收所有收費公路通行費，降低用能成本，發放貼息貸款
  - 按程序提前下達地方政府專項債券
  - 不誤農時抓春耕
  - 不懈推進脫貧攻堅
  - 發放抗疫一線和困難人員補助，將價格臨時補貼標準提高一倍

### 2020年發展主要目標

#### 預期目標
- 優先穩就業保民生，堅決打贏脫貧攻堅戰，努力實現全面建成小康社會目標任務
- 城鎮新增就業900萬人以上，城鎮調查失業率6%左右，城鎮登記失業率5.5%左右
- 居民消費價格漲幅3.5%左右
- 進出口促穩提質，國際收支基本平衡
- 居民收入增長與經濟增長基本同步
- 現行標準下農村貧困人口全部脫貧、貧困縣全部摘帽
- 重大金融風險有效防控
- 單位國內生產總值能耗和主要污染物排放量繼續下降，努力完成「十三五」規劃目標任務

#### 經濟目標
- 不設全年經濟增速具體目標，全球疫情和經貿形勢不確定性很大，國內發展面臨一些難以預料的影響因素
- 有利於引導各方面集中精力抓好「六穩」、「六保」
- 保住就業民生、實現脫貧目標和防範化解風險，都要有經濟增長支撐
- 用改革開放辦法，穩就業、保民生、促消費，拉動市場、穩定增長

#### 財政政策
- 赤字率擬按3.6%以上安排，財政赤字規模比去年增加1萬億元，同時發行1萬億元抗疫特別國債
- 上述2萬億元全部轉給地方，建立特殊轉移支付機制，資金直達市縣基層、直接惠企利民
- 大力優化財政支出結構，基本民生支出只增不減，重點領域支出要切實保障，一般性支出要堅決壓減
- 各級政府必須真正過緊日子，中央政府要帶頭
- 各類結餘、沉澱資金要應收盡收、重新安排
- 大力提質增效，各項支出務必精打細算，把每一筆錢都用在刀刃上、緊要處

#### 貨幣政策
- 綜合運用降準降息、再貸款等手段，引導廣義貨幣供應量和社會融資規模增速明顯高於去年
- 保持人民幣匯率在合理均衡水平上基本穩定
- 創新直達實體經濟的貨幣政策工具，務必推動企業便利獲得貸款，推動利率持續下行

#### 就業政策
- 財政、貨幣和投資等政策要聚力支持穩就業
- 努力穩定現有就業，積極增加新的就業，促進失業人員再就業
- 各地要清理取消對就業的不合理限制，促就業舉措要應出盡出，拓崗位辦法要能用盡用

#### 脫貧硬性任務
- 堅持現行脫貧標準，強化扶貧舉措落實，確保剩餘貧困人口全部脫貧，健全和執行好返貧人口監測幫扶機制，鞏固脫貧成果
- 打好藍天、碧水、凈土保衛戰，實現污染防治攻堅戰階段性目標
- 加強重大風險防控，堅決守住不發生系統性風險底線

### 宏觀政策
- 加大減稅降費力度
  - 強化階段性政策，與制度性安排相結合
  - 繼續執行下調增值稅稅率和企業養老保險費率等制度，新增減稅降費約5,000億元
  - 前期出台六月前到期的減稅降費政策，執行期限全部延長到今年年底
  - 小微企業、個體工商戶所得稅繳納一律延緩到明年
  - 預計全年為企業新增減負超過2.5萬億元
  - 堅決把減稅降費政策落到企業
- 推動降低企業生產經營成本
  - 降低工商業電價5%政策延長到今年年底
  - 寬帶和專線平均資費降低15%
  - 減免國有房產租金，鼓勵各類業主減免或緩收房租
  - 堅決整治涉企違規收費
- 強化對穩企業的金融支持
  - 中小微企業貸款延期還本付息政策再延長至明年3月底、普惠型小微企業貸款應延盡延、其他困難企業貸款協商延期
  - 鼓勵銀行大幅增加小微企業信用貸、首貸、無還本續貸
  - 大幅拓展政府性融資擔保覆蓋面並明顯降低費率
  - 大型商業銀行普惠型小微企業貸款增速要高於40%
  - 支持企業擴大債券融資
  - 加強監管，防止資金「空轉」套利
  - 金融機構與貸款企業共生共榮，鼓勵銀行合理讓利
  - 讓中小微企業貸款可獲得性明顯提高、綜合融資成本明顯下降
- 千方百計穩定和擴大就業
  - 加強對重點行業、重點群體就業支持
  - 促進市場化社會化就業，高校和屬地政府都要提供不斷線的就業服務
  - 做好退役軍人就業保障
  - 實行農民工在就業地平等享受就業服務政策
  - 幫扶殘疾人、零就業家庭等困難群體就業
  - 對低收入人員實行社保費自願緩繳政策，涉及就業的行政事業性收費全部取消
  - 金融機構與貸款企業共生共榮，鼓勵銀行合理讓利
  - 資助以訓穩崗，今明兩年職業技能培訓3,500萬人次以上，高職院校擴招200萬人

### 改革
- 深化「放管服」改革
  - 在常態化疫情防控下，要調整措施、簡化手續，促進全面復工復產、復市復業
  - 推動更多服務事項一網通辦，做到企業開辦全程網上辦理
  - 放寬小微企業、個體工商戶登記經營場所限制，便利各類創業者註冊經營、及時享受扶持政策
  - 支持大中小企業融通發展
  - 以公正監管維護公平競爭，持續打造市場化、法治化、國際化營商環境
- 推進要素市場化配置改革
  - 推動中小銀行補充資本和完善治理，更好服務中小微企業
  - 改革創業板並試點註冊制
  - 強化保險保障功能
  - 賦予省級政府建設用地更大自主權
  - 促進人才流動，培育技術和數據市場，激活各類要素潛能
- 提升國資國企改革成效
  - 實施國企改革三年行動
  - 完善國資監管體制，深化混合所有制改革
  - 基本完成剝離辦社會職能和解決歷史遺留問題
  - 國企聚焦主責主業，健全市場化經營機制，提高核心競爭力
- 優化民營經濟發展環境
  - 保障民營企業平等獲取生產要素和政策支持，清理廢除與企業性質掛鉤的不合理規定
  - 限期清償政府機構拖欠民營和中小企業款項
  - 構建親清政商關係，促進非公有制經濟健康發展
- 推動制造業升級和新興產業發展
  - 大幅增加制造業中長期貸款
  - 發展工業互聯網，推進智能制造
  - 要繼續出台支持電商網購、在線服務等新業態政策
- 提高科技創新支撐能力
  - 穩定支持基礎研究和應用基礎研究，引導企業增加研發投入
  - 加快建設國家實驗室，重組國家重點實驗室體系，發展社會研發機構
  - 深化國際科技合作
  - 加強知識產權保護
  - 實行重點項目攻關「揭榜掛帥」
- 深入推進大眾創業萬眾創新
  - 發展創業投資，增加創業擔保貸款
  - 深化新一輪全面創新改革試驗

### 擴大內需
- 推動消費回升
  - 通過穩就業促增收保民生，提高居民消費意願和能力
  - 支持餐飲、商場、文化、旅遊、家政等生活服務業恢復發展，推動線上線下融合
  - 發展養老、托幼服務
  - 改造提升步行街
  - 支持電商、快遞進農村，拓展農村消費
  - 多措並舉擴消費，適應群眾多元化需求
- 擴大有效投資
  - 今年擬安排地方政府專項債券3.75萬億元，比去年增加1.6萬億元，提高專項債券可用作項目資本金的比例，中央預算內投資安排6,000億元
  - 重點支持既促消費惠民生又調結構增後勁的「兩新一重」建設
  - 加強新型城鎮化建設，大力提升縣城公共設施和服務能力
  - 新開工改造城鎮老舊小區3.9萬個，支持加裝電梯，發展用餐、保潔等多樣社區服務
  - 加強交通、水利等重大工程建設
  - 增加國家鐵路建設資本金1,000億元
  - 健全市場化投融資機制，支持民營企業平等參與
  - 要優選項目，不留後遺癥，讓投資持續發揮效益
- 深入推進新型城鎮化
  - 發揮中心城市和城市群綜合帶動作用，培育產業、增加就業
  - 堅持「房住不炒」定位
  - 完善便民設施，讓城市更宜業宜居
- 加快落實區域發展戰略
  - 繼續推動西部大開發、東北全面振興、中部地區崛起、東部率先發展
  - 深入推進京津冀協同發展、粵港澳大灣區建設、長三角一體化發展
  - 推進長江經濟帶共抓大保護
  - 編制黃河流域生態保護和高質量發展規劃綱要
  - 推動成渝地區雙城經濟圈建設
  - 促進革命老區、民族地區、邊疆地區、貧困地區加快發展
  - 發展海洋經濟。
- 實施好支持湖北發展一攬子政策
- 提高生態環境治理成效
  - 突出依法、科學、精準治污
  - 深化重點地區大氣污染治理攻堅
  - 加強污水、垃圾處置設施建設
  - 加快危化品生產企業搬遷改造
  - 壯大節能環保產業
  - 嚴懲非法捕殺和交易野生動物行為
  - 實施重要生態系統保護和修復重大工程，促進生態文明建設。
- 保障能源安全，推動煤炭清潔高效利用

### 脫貧攻堅
- 堅決打贏脫貧攻堅戰
  - 加大剩餘貧困縣和貧困村攻堅力度，對外出務工勞動力，要在就業地穩崗就業
  - 開展消費扶貧行動，支持扶貧產業恢復發展
  - 加強易地扶貧搬遷後續扶持
  - 深化東西部扶貧協作和中央單位定點扶貧
  - 強化兜底保障
  - 搞好脫貧攻堅普查
  - 接續推進脫貧與鄉村振興有效銜接，全力讓脫貧群眾邁向富裕
- 著力抓好農業生產
  - 穩定糧食播種面積和產量，提高復種指數，提高稻谷最低收購價，增加產糧大縣獎勵，大力防治重大病蟲害
  - 懲處違法違規侵佔耕地行為，新建高標準農田8,000萬畝
  - 深化農村改革
  - 恢復生豬生產
  - 壓實「米袋子」省長負責制和「菜籃子」市長負責制
- 拓展農民就業增收渠道
  - 支持農民就近就業創業，擴大以工代賑規模，讓返鄉農民工能打工、有收入
  - 扶持適度規模經營主體，加強農戶社會化服務
  - 增加專項債券投入，支持現代農業設施、飲水安全工程和人居環境整治，持續改善農民生產生活條件

### 對外開放
- 促進外貿基本穩定
  - 圍繞支持企業增訂單穩崗位保就業，加大信貸投放，擴大出口信用保險覆蓋面，降低進出口合規成本，支持出口產品轉內銷
  - 加快跨境電商等新業態發展，提升國際貨運能力
  - 推進新一輪服務貿易創新發展試點
  - 籌辦好第三屆進博會
- 積極利用外資
  - 大幅縮減外資準入負面清單，出台跨境服務貿易負面清單
  - 賦予自貿試驗區更大改革開放自主權，加快海南自由貿易港建設，在中西部地區增設自貿試驗區、綜合保稅區，增加服務業擴大開放綜合試點
  - 營造內外資企業一視同仁、公平競爭的市場環境。
- 高質量共建「一帶一路」
  - 堅持共商共建共享，遵循市場原則和國際通行規則，發揮企業主體作用，開展互惠互利合作
  - 引導對外投資健康發展
- 推動貿易和投資自由化便利化
  - 堅定維護多邊貿易體制，積極參與世貿組織改革
  - 推動簽署區域全面經濟夥伴關係協定
  - 共同落實中美第一階段經貿協議
  - 中國致力於加強與各國經貿合作，實現互利共贏

### 保障和改善民生
- 加強公共衛生體系建設
  - 改革疾病預防控制體制、完善傳染病直報和預警系統、堅持及時公開透明發布疫情信息
  - 用好抗疫特別國債
  - 深入開展愛國衛生運動
  - 大幅提升防控能力
- 提高基本醫療服務水平
  - 居民醫保人均財政補助標準增加30元，開展門診費用跨省直接結算試點
  - 對受疫情影響的醫療機構給予扶持
  - 促進中醫藥振興發展
  - 嚴格食品藥品監管，確保安全
- 推動教育公平發展和質量提升
  - 有序組織中小學教育教學和中高考工作
  - 加強鄉鎮寄宿制學校和縣城學校建設
  - 推進一流大學和一流學科建設
  - 擴大高校面向農村和貧困地區招生規模
  - 優化投入結構，讓教育資源惠及所有家庭和孩子
- 加大基本民生保障力度
  - 上調退休人員基本養老金，提高城鄉居民基礎養老金最低標準。
  - 必須確保按時足額發放養老金
  - 完善退役軍人優撫安置制度
  - 做好因公殉職人員撫恤
  - 擴大失業保險保障範圍
  - 擴大低保保障範圍
  - 對因災因病遭遇暫時困難的人員，都要實施救助
  - 要切實保障所有困難群眾基本生活
- 豐富群眾精神文化生活
  - 培育和踐行社會主義核心價值觀
  - 加強公共文化服務
- 加強和創新社會治理
  - 完善社區服務功能
  - 支持社會組織、人道救助、誌願服務、慈善事業等健康發展
  - 保障婦女、兒童、老人、殘疾人合法權益
  - 完善信訪制度，加強法律援助，及時解決群眾合理訴求
  - 開展第七次全國人口普查
  - 加強國家安全能力建設
  - 依法打擊各類犯罪，建設更高水平的平安中國
- 強化安全生產責任
  - 加強洪澇、火災、地震等災害防禦，做好氣象服務，提高應急救援和防災減災能力
  - 實施安全生產專項整治
  - 堅決遏制重特大事故發生

### 其它
- 大力糾治「四風」、緊緊依靠人民群眾、凝心聚力抓發展、保民生
- 編制「十四五」規劃
- 堅持和完善民族區域自治制度、貫徹黨的宗教工作基本方針
- 發揮僑胞僑眷的獨特優勢
- 堅持黨對人民軍隊的絕對領導
- 全面準確貫徹「一國兩制」、「港人治港」、「澳人治澳」、高度自治的方針
- 堅持對台工作大政方針，堅決反對和遏制「台獨」分裂行徑
- 中國將同各國加強防疫合作，促進世界經濟穩定

## 特點
1. 2020年政府工作報告字數約1萬字左右，是改革開放以來字數最少的政府工作报告。[11]不仅如此，李克強讀出整份報告亦用時僅一小時，甚至在很多章節都加快語速。尽管报告篇幅有限，报告依然充分地突出了就業、民生、脫貧攻堅等重點工作[12]。
2. 由于全球疫情局势，2020年政府工作報告明确2020年中国将不设GDP增长目标，这是改革開放以来，第4次没有提出经济增速具體目标，此前3次分別為2000年、2001年和2002年[13]。同时政府工作報告指出有利于引导各方面集中精力抓好“六稳”、“六保”，“六保”是“六稳”工作的着力点[12]。
3. 与往年工作报告不同的是，2020年《政府工作报告》除回顾2019年工作情况、介绍2020年发展主要任务外，还对2020年疫情防控和复产复工工作进行了回顾[2]。而关于冠状病毒病疫情防控工作的所占篇幅较大，报告中称疫情为“新中国成立以来我国遭遇的传播速度最快、感染范围最广、防控难度最大的公共卫生事件”，并在报告中措辞委婉地承认了防疫中的不足；此份报告中还宣布赤字率扩大到3.6%，突破了“赤字率不破3”的规律，同时发行应对疫情的1万亿元特别国债，将注资2万亿元提振经济，用于保就业、保基本民生、保市场主体，继续支持减税降费[14][15]。
4. 2020年政府工作報告提出要大力優化財政支出結構，中央政府要帶頭，一般性支出要堅決壓減。[12]
5. 2020年政府工作報告总共提及“就业”一词39次，对不同群体就业工作作出部署[2]。报告同时提及“民生”18次，确立了多个民生保障目标[15]。
6. 2020年政府工作報告提出推動製造業升級和新興產業發展，大幅增加製造業中長期貸款，發展工業互聯網，推進智慧製造[16]。
7. 2020年政府工作報告提出建立健全香港特別行政區和澳門特別行政區維護國家安全的法律制度和執行機制[12]，涉台部分只有96字，未提及「一個中國」原則、「一國兩制」和「九二共識」。[17]除此之外，中美关系和香港形势等热门话题上则是简要概括[14]。
8. 受2018－2020年中美贸易战、反對逃犯條例修訂草案運動、2020年中華民國總統選舉、2019冠狀病毒病中國大陸疫情等一連串政治經濟事件衝擊，政府工作報告面臨難產，不但中南海一改再改，就連習近平也直接參與修改，最新版本的工作報告是聽完蔡英文發表就職演說後才定案。[18]

## 各方反應

### 香港
- 刘兆佳、陈锦云、朱家健等多位香港学者表示，2020年政府工作報告涉港内容篇幅短而精，体现了国家对香港的全力支持，为香港的社会稳定与经济民生发展派出“定心丸”[19]。

### 台灣
- 中华民国总统府发言人黃重諺：相关议题不管在军事上、国际政治打压上，与其做这些动作，不如回到一个负责的区域行为者角色上，不管对区域间、对国际社会、对两岸持续对话才有正面效果。
- 民进党立委、民进党国际事务部主任羅致政接受自由亞洲電台訪問時表示会从比较正面角度去看待。
- 大陆委员会则重申，两岸政策立场明确一贯，依照《中华民国宪法》、《两岸人民关系条例》处理两岸事务，致力维护台海和平稳定现状。并強調中华民国是主权完整的国家，台湾人民坚定拒绝矮化台湾、破坏台海现状的“一国两制”，两岸关系双方均有责任，中國大陸应在蔡英文提出的「和平、对等、民主、对话」的基础上，良性互动、化解分歧。[20]
- 台灣學者、亞太和平研究基金會執行長林文程分析，北京可能認為“九二共識”“已被污名化”，此時再提已不合時宜，但未來不排除北京會再提“九二共識”。
- 中国国民党方面認為，李克強未提九二共識，是因為当前中国大陆工作的重點是經濟振興和疫情防控，報告中沒提九二共識不代表政策改變。但中国大陆專註經濟振興與疫情防控，對兩岸都是好事[21]。

## 媒体评论
- 《新京报》评论称，2020年政府工作報告提到“六保”是“六稳”工作的着力点。地方政府积极有为地促进外贸企业与电商平台合作，本质上也是落实“六保”任务的内在要求。评论最后指出：“这样的善作善为，也有助于中国更快度过疫情，为高质量发展注入新能量”[22]。
- 人民论坛网站认为，2020年政府工作報告字数虽少，但全是“干货、实货”，直面疫情防控、经济发展和民生热点。评论中称，報告彰显“‘以人民为中心’的发展思想，折射出浓厚的‘民生情怀’，犹如一支‘暖心剂’直击14亿中华儿女内心最深处，凝聚起共克时艰、共谋发展的同心伟力”[23]。
- 《北美世界日报》认为，“2020年政府工作報告不提‘九二共識’，並非是跟上陳明通（台湾陸委會主委）的腳步，也不認為歷史已經翻頁，而是認為，既然台方不要‘九二共識’，兩岸沒有政治基礎，也不必再與台方溝通對話了；政府工作報告只提‘反獨’與‘促融’，這是中國可以‘操之在我’的部分，延續一手硬、一手軟的政策”[24]。
- 路透社報道指出，一名了解兩岸關係的台灣高官表示，2020年政府工作報告中涉台部分去掉了“和平”二字，並不意味着北京對台觀念發生了重大變化。报道同时指出，儘管“和平統一”是中国党和国家領導人數十年以來的傳統表述，中國也從未排除“武力解放台灣”[21]。

## 外部鏈接
- （现场实录）政府工作报告（页面存档备份，存于） - 新华网